# Чемпионат мира по горнолыжному спорту 1978
25-й чемпионат мира по горнолыжному спорту прошёл с 29 января по 5 февраля 1978 года в Гармиш-Партенкирхене, ФРГ.

## Общий медальный зачёт
| Место | Страна      | Золото | Серебро | Бронза | Всего |
| ----- | ----------- | ------ | ------- | ------ | ----- |
| 1     | Австрия     | 4      | 0       | 3      | 7     |
| 2     | Швеция      | 2      | 0       | 0      | 2     |
| 3     | ФРГ         | 1      | 4       | 0      | 5     |
| 4     | Лихтенштейн | 1      | 2       | 2      | 5     |
| 5     | Швейцария   | 0      | 1       | 1      | 2     |
| 6     | Италия      | 0      | 1       | 0      | 1     |
| 7     | Франция     | 0      | 0       | 1      | 1     |
| 7     | США         | 0      | 0       | 1      | 1     |

## Медалисты

### Мужчины
| Дисциплина        | Золото           | Серебро         | Бронза          |
| ----------------- | ---------------- | --------------- | --------------- |
| Скоростной спуск  | Йозеф Вальхер    | Михаэль Файт    | Вернер Гриссман |
| Гигантский слалом | Ингемар Стенмарк | Андреас Венцель | Вилли Фроммельт |
| Слалом            | Ингемар Стенмарк | Пьеро Грос      | Пауль Фроммельт |
| Комбинация        | Андреас Венцель  | Зепп Ферстль    | Пит Пэттерсон   |

### Женщины
| Дисциплина        | Золото               | Серебро         | Бронза               |
| ----------------- | -------------------- | --------------- | -------------------- |
| Скоростной спуск  | Аннемари Мозер-Прёль | Ирене Эппле     | Дорис де Агостини    |
| Гигантский слалом | Мария Эппле          | Лиз-Мари Мореро | Аннемари Мозер-Прёль |
| Слалом            | Леа Зёлькнер         | Памела Бер      | Моника Казерер       |
| Комбинация        | Аннемари Мозер-Прёль | Ханни Венцель   | Фабьенн Серра        |